# Belligné
Belligné (prononcé [beliɲe]) est une ancienne commune de l'Ouest de la France, située dans le département de la Loire-Atlantique, en région Pays de la Loire, devenue le 1er janvier 2016, une commune déléguée de la commune nouvelle de Loireauxence.
Petit village agricole de la région historique de Bretagne et à la limite de l'Anjou, Belligné est à l'extrême limite du massif armoricain.
La situation de Belligné à la frontière de la petite et la grande gabelle est encore visible au hameau de Lasseron avec l'ancienne maison de douane et l'ancienne prison. Le château de la Galerie était la propriété d'Auguste François.
La commune a accueilli jusqu'à 2 297 habitants à la fin du XIXe siècle avant de connaître un déclin démographique (essentiellement lié à l'exode rural) jusqu'en 1975 ; depuis cette date, la population augmente à nouveau, semble-t-il en raison de la rurbanisation.

## Géographie

### Localisation
D'une superficie de 3 280 hectares, Belligné, situé à l'est d'Ancenis, fait partie de la communauté de communes du Pays d'Ancenis, dans le canton d'Ancenis. En 2013, elle comptait 1 814 habitants, appelés les Bellignéens, répartis entre le bourg et l'ensemble des hameaux.
La commune est située à 17 km au nord-est d'Ancenis, à 44 km à l'ouest d'Angers et à 62 km au nord-est de Nantes (15,6 km, 35,3 km et 48,3 km respectivement en distances orthodromiques).
Avant la création de la commune nouvelle de Loireauxence dont elle constitue la partie nord, ses communes limitrophes étaient : Maumusson, Varades, La Chapelle-Saint-Sauveur et La Rouxière dans la Loire-Atlantique ; Freigné, La Cornuaille, Le Louroux-Béconnais et Saint-Sigismond en Maine-et-Loire.

Situation de la commune de Belligné dans la Loire-Atlantique.

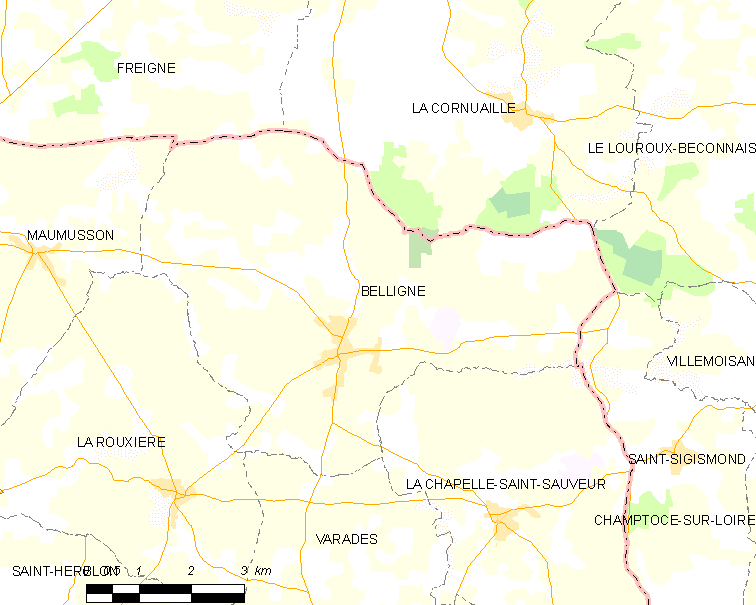
Carte des communes voisines de Belligné.

| Freigné     | La Cornuaille | Le Louroux-Béconnais      |
| Maumusson   | Belligné      | Saint-Sigismond           |
| La Rouxière | Varades       | La Chapelle-Saint-Sauveur |

### Topographie, géologie, relief et sismicité
Le territoire communal est situé sur la formation de Fégréac (du nom d'une commune de la Loire-Atlantique). On y trouve principalement une série schisto-gréseuse et volcanique (Ordovicien supérieur-Dévonien inférieur). Des horizons à dominante gréseuse avec des zones de phtanites. Le long des cours d'eau ou des zones de marécages des sables du Pliocène et des alluvions récentes et actuelles, colluvions de fond de vallon datant de l'Holocène.
Sur la formation de la Romme (du nom d'une rivière de la Loire-Atlantique), en deux points de la commune, au sud, on trouve des rhyolites, tufs acides et microgranites et sur un lieu au sud-ouest des spilites et tufs basiques.
Bien que située en limite du Massif armoricain réputé source de mouvements sismiques, Belligné n'est pas répertoriée dans une zone dangereuse. Le risque sismique y est qualifié de « faible »,.

### Hydrographie
Belligné est située dans le bassin hydrographique de la Loire, dans un secteur désigné sous le nom de « bassin versant Loire amont » par le conseil général de la Loire-Atlantique. Plus localement, l'est du territoire figure dans le bassin de l'Auxence, tandis que l'ouest se trouve dans le bassin versant de la Loire (les ruisseaux s'y jettent sans l'intermédiaire d'une rivière).
De nombreux autres ruisseaux traversent la commune : le ruisseau du Fegand (ou du Pot au Chien), le ruisseau de la Mare de Rougé, le ruisseau de la Morleyère, le ruisseau de la Saugère, le ruisseau de la Blotinière et le ruisseau de Libaudière,. L'étang des Garennes, excentré du bourg, est un lieu pour la pêche. Il y existe aussi des abreuvoirs, fontaines, puits et mares.

### Voies de communication et transports

#### Transports en commun
L'accès le plus proche au réseau régional (TER Pays de la Loire) est à la gare de Varades - Saint-Florent-le-Vieil, soit à 10 km ; on y accède à la ligne 4 (Angers ↔ Nantes).
En dehors du transport des élèves des écoles de la commune, des collégiens (au collège privé Sainte-Anne de Varades, ou au collège public Maryse-Bastié d'Ingrandes), des lycéens (aux lycées d'Ancenis) via la ligne R2 assuré par le service des transports scolaires de la COMPA, le réseau départemental Lila assure dans la commune le dispositif « Réseau Lila à la demande » : ce transport à la demande permet aux habitants de la communauté de communes du Pays d'Ancenis, qui cofinancent l'opération, d'être emmenés de point d'arrêt à point d'arrêt entre les communes concernées et Ancenis,.

#### Transport automobile
Aucune route du réseau majeur de la Loire-Atlantique ne traverse Belligné. La route départementale D 10 traverse la commune sur l'axe nord-sud, s'étendant de Varades à Belligné sur 16 kilomètres. Belligné est également desservie par la D 8 et la D 22.
Les deux embranchements autoroutiers les plus proches, vers l'A11, sont distants de 22 kilomètres pour la sortie 19 (Chalonnes-sur-Loire, Saint-Germain-des-prés) en direction d'Angers et Paris, et de 17 kilomètres pour la sortie 20 (Ancenis) en direction de Nantes.

### Climat
Le climat autour d'Ancenis, donc à Belligné, et plus généralement de la Loire-Atlantique, est de type tempéré océanique. La propagation de cette influence est facilitée par la présence de la vallée de la Loire, et l'absence de relief notable. Les hivers sont doux (min −5 °C / max 10 °C) et pluvieux. Les étés sont plutôt beaux et doux également (min 17 °C / max 35 °C). Sur l'ensemble de l'année, les pluies sont fréquentes mais peu intenses. Les précipitations annuelles sont d'environ 789 mm et peuvent fortement varier d'une année à l'autre. Les chutes de neige y sont exceptionnelles.
Belligné est sous les vents de dominante ouest liés aux dépressions cyclonales de l'Atlantique. Leur direction est généralement de nord, nord-ouest et d'ouest. Les vents de sud-ouest et nord-est sont plutôt rares. Par ailleurs, on note la présence de brumes matinales dans le fond des vallées.

## Toponymie
La localité est attestée sous sa forme latine Beligniacum dès 1123. Il est probablement formé à partir d'un nom de propriétaire gallo-romain, Bellenius, auquel a été adjoint le suffixe -acum.
Belligné possède un nom en gallo, la langue d'oïl locale, écrit Belignë prononcé [bɛliɲə],.
La forme bretonne proposée par l'Office public de la langue bretonne Belenieg .

## Histoire

### Préhistoire et Antiquité
Des vestiges de l'occupation du site au cours de l'épipaléolithique (10 000 à 20 000 ans av. J.-C.) ont été découverts dans les sols de l'actuelle commune, sous forme de pierres préhistoriques, taillées ou polies de tailles diverses, en schistes, granit ou silex.
Des rouelles de dimensions variées, datant du premier âge du fer (500 ans av. J.-C.) ont été retrouvées, dans les terres autrefois recouvertes de forêts et dans le lit de l'Auxence. Ces anneaux en bronze constituaient des offrandes faites aux dieux ou aux druides.
À l'époque gallo-romaine, une industrie verrière s'implante sur le territoire : elle ne disparaît qu'à la Révolution.

### Du Moyen Âge à la Révolution
Belligné est située aux confins du royaume puis duché de Bretagne et du duché d'Anjou, aux intérêts opposés, dans une zone où la convoitise des royaumes de France et d'Angleterre provoque, dès le début du Moyen Âge, des combats et le passage de troupes armées. Cette longue époque troublée s'achève après l'union de la Bretagne à la France en 1532. Dans cette période, le défrichement de la forêt de Belligné est entamé ; il ne reste rien au XXIe siècle de cette ancienne étendue forestière.
À la fin du XIIe siècle (en 1196), alors que la paroisse de Belligné appartient à l'Église de Nantes, le seigneur André de Varades contribue, par donation, à l'édification d'une église dans le bourg. Par mariage, les seigneuries de Varades et de Belligné sont absorbées par celle d'Ancenis. Pourtant, au XIIIe siècle, l'abbé Yves de La Meilleraye doit arbitrer le conflit entre les seigneurs d'Ancenis et de Châteaubriant, les deux revendiquant la possession de la forêt de Belligné. Au XVe siècle, les terres de la paroisse dépendent toujours des châtelains d'Ancenis.
La position de la paroisse, dans les Marches de Bretagne-Poitou, où l'impôt sur le sel — la gabelle — est dix fois inférieur à celui pratiqué dans les régions voisines, entraîne l'apparition d'une durable activité de contrebande sur son territoire.
Des épidémies touchent la localité entre les XVIe et XVIIIe siècles, notamment en 1707, où la peste emporte 139 personnes.

### Depuis leXIXesiècle
Depuis la Révolution, la commune est essentiellement agricole, mais on observe à la fin du XXe siècle l'implantation d'artisans du cuir, et d'une petite entreprise de traitement des plastiques.
Les 21 et 30 novembre 2015, après plusieurs mois de travail, les communes de Belligné, Varades, La Chapelle-Saint-Sauveur et La Rouxière ont décidé de se regrouper au sein d'une commune nouvelle qui sera baptisée Loireauxence. Ce regroupement permettra de pallier la baisse programmée des dotations globales de fonctionnement versée par l'État durant les prochaines années. La création de la nouvelle commune doit être effective le 1er janvier 2016, entraînant la transformation des quatre anciennes communes en « communes déléguées » de la nouvelle entité, dont la création a été entérinée par arrêté préfectoral du 18 décembre 2015.

## Politique et administration

### Circonscriptions administratives et électorales
Au sein de la région des Pays de la Loire, Belligné est dans le département de la Loire-Atlantique, et fait partie de l'arrondissement d'Ancenis ; elle faisait partie du canton de Varades jusqu'en 2014, et se trouve depuis 2015 dans le canton d'Ancenis. Concernant les élections législatives, la commune est incluse dans la 6e circonscription de la Loire-Atlantique.

### Intercommunalités
Belligné est une des 29 communes membres de la communauté de communes du pays d'Ancenis, dans le conseil communautaire duquel elle compte deux représentants sur les 56 qui y siègent.

### Liste des maires
| Période                                  | Période               | Identité                    | Étiquette    | Qualité               |
| ---------------------------------------- | --------------------- | --------------------------- | ------------ | --------------------- |
| Les données manquantes sont à compléter. |                       |                             |              |                       |
| 1815                                     | 1823                  | Louis Jousset               |              | Maréchal              |
| 1823                                     | 1870                  | Louis Jousset (fils)        |              | Forgeron              |
| Mai 1888                                 | Juillet 1911          | M. Pierre Gasnier           |              | Cultivateur           |
| 1912                                     | 1919                  | M. Bry                      |              |                       |
| 1920                                     | 1924                  | M. Leprêtre                 |              |                       |
| 1925                                     | 1942                  | Pierre Bry                  |              | Cultivateur           |
| 1943                                     | mai 1953              | Célestin Rabjeau            |              |                       |
| mai 1953                                 | juin 1961 (démission) | Auguste Foucher             |              |                       |
| juin 1961                                | mars 1965             | Joseph Robert               |              |                       |
| mars 1965                                | mars 1983             | Joseph Bonamy               |              | Comptable             |
| mars 1983                                | mars 2014             | Étienne Foucher             | RPR puis UMP | Inspecteur du Domaine |
| mars 2014                                | décembre 2015         | Marie-Madeleine Taillandier | DVD          | Aide-soignante        |

### Liste des maires délégués
| Période         | Période     | Identité                    | Étiquette | Qualité                                                        |
| --------------- | ----------- | --------------------------- | --------- | -------------------------------------------------------------- |
| 12 janvier 2016 | 28 mai 2020 | Marie-Madeleine Taillandier | DVD       | Aide-soignante retraitée 1re adjointe au maire de Loireauxence |
| 28 mai 2020     | En cours    | Pascal Cluseau              |           | 3e adjoint au maire de Loireauxence                            |

### Jumelages
Bien qu'aucun jumelage ne soit recensé dans l'Atlas français de la coopération décentralisée et des autres actions extérieures, la mairie de Belligné est impliquée dans les jumelages contractés par le chef-lieu de canton, Varades, avec trois localités européennes :
- Knighton (Royaume-Uni) depuis 1970[34] ;
- Orscholz, quartier de Mettlach (Allemagne) depuis 1987[35] ;
- Bezid, village de Sângeorgiu de Pădure (Roumanie) depuis 2000[36].

## Population et société

### Démographie
L'évolution du nombre d'habitants est connue à travers les recensements de la population effectués dans la commune depuis 1793. À partir du 1er janvier 2009, les populations légales des communes sont publiées annuellement dans le cadre d'un recensement qui repose désormais sur une collecte d'information annuelle, concernant successivement tous les territoires communaux au cours d'une période de cinq ans. 
Pour les communes de moins de 10 000 habitants, une enquête de recensement portant sur toute la population est réalisée tous les cinq ans, les populations légales des années intermédiaires étant quant à elles estimées par interpolation ou extrapolation. Pour la commune, le premier recensement exhaustif entrant dans le cadre du nouveau dispositif a été réalisé en 2004,.
En 2013, la commune comptait 1 814 habitants, en évolution de +4,31 % par rapport à 2008 (Loire-Atlantique : +6,34 %, France hors Mayotte : +2,49 %).
| 1793  | 1800  | 1806  | 1821  | 1831  | 1836  | 1841  | 1846  | 1851  |
| ----- | ----- | ----- | ----- | ----- | ----- | ----- | ----- | ----- |
| 2 200 | 1 624 | 1 976 | 2 102 | 2 163 | 2 133 | 2 047 | 2 077 | 2 204 |

| 1856  | 1861  | 1866  | 1872  | 1876  | 1881  | 1886  | 1891  | 1896  |
| ----- | ----- | ----- | ----- | ----- | ----- | ----- | ----- | ----- |
| 2 225 | 2 227 | 2 237 | 2 221 | 2 297 | 2 280 | 2 255 | 2 164 | 2 099 |

| 1901  | 1906  | 1911  | 1921  | 1926  | 1931  | 1936  | 1946  | 1954  |
| ----- | ----- | ----- | ----- | ----- | ----- | ----- | ----- | ----- |
| 1 951 | 1 906 | 1 887 | 1 708 | 1 645 | 1 647 | 1 553 | 1 481 | 1 462 |

| 1962  | 1968  | 1975  | 1982  | 1990  | 1999  | 2004  | 2009  | 2013  |
| ----- | ----- | ----- | ----- | ----- | ----- | ----- | ----- | ----- |
| 1 464 | 1 418 | 1 292 | 1 324 | 1 430 | 1 453 | 1 646 | 1 750 | 1 814 |

### Pyramide des âges (2013)
Les données suivantes concernent l'année 2013 (la plus récente pour laquelle l'Insee a pu analyser les données) ; Belligné est alors une commune à part entière. Sa population est alors relativement âgée. Le taux de personnes d'un âge supérieur à 60 ans (24,5 %) est en effet supérieur au taux national (22,6 %) et au taux départemental (22,5 %),,.
À l'instar des répartitions nationale et départementale, la population féminine de la commune est supérieure à la population masculine. Le taux (51,2 %) est du même ordre de grandeur que le taux national (51,6 %),,.
| Hommes | Classe d’âge | Femmes |
| ------ | ------------ | ------ |
| 0,8    | 90 ans ou +  | 2,4    |
| 6,7    | 75 à 89 ans  | 13,0   |
| 14,6   | 60 à 74 ans  | 11,4   |
| 20,0   | 45 à 59 ans  | 17,3   |
| 19,6   | 30 à 44 ans  | 17,7   |
| 14,8   | 15 à 29 ans  | 15,0   |
| 23,5   | 0 à 14 ans   | 23,2   |

| Hommes | Classe d’âge | Femmes |
| ------ | ------------ | ------ |
| 0,4    | 90 ans ou +  | 1,3    |
| 5,8    | 75 à 89 ans  | 9,1    |
| 13,5   | 60 à 74 ans  | 14,6   |
| 19,6   | 45 à 59 ans  | 19,2   |
| 20,8   | 30 à 44 ans  | 19,6   |
| 19,4   | 15 à 29 ans  | 17,7   |
| 20,5   | 0 à 14 ans   | 18,5   |

### Enseignement
Belligné figure dans la circonscription académique d'Ancenis, au sein de l'académie de Nantes. La commune abrite deux écoles : l'école primaire privée Saint-Martin, qui accueille 149 élèves en 2014, et l'école publique L'Oiseau-Lyre, qui en accueille 93 la même année. Elles relèvent de. Pour les collégiens, le secteur scolaire de la commune est celui du collège Maryse-Bastié à Ingrandes (Maine-et-Loire) mais aussi à Saint-Florent-le-Vieil, tandis que les lycéens de Belligné sont scolarisés majoritairement à Ancenis.

### Équipements municipaux
La bibliothèque municipale « Les Belles Lignes » a été construite en 2007. En 2010, elle a accueilli 528 lecteurs, soit près de 30 % de la population de la commune. Elle proposait, cette année-là, environ 4 500 supports consultables (livres, DVD, etc.).
La maison de retraite « Au Fil des jours », fondée en 1950, est devenue une EHPAD en 2007. Elle accueille 54 résidents.

### Santé
En 2015, deux médecins généralistes, un chirurgien-dentiste, un kinésithérapeute, une infirmière et une officine de pharmacie sont installées sur la commune.

### Cultes
Le seul lieu de culte est catholique, il s'agit de l'église Saint-Martin. Elle fait partie de la paroisse Saint-Benoît-en-Val-de-Loire, dans le diocèse de Nantes.

## Économie

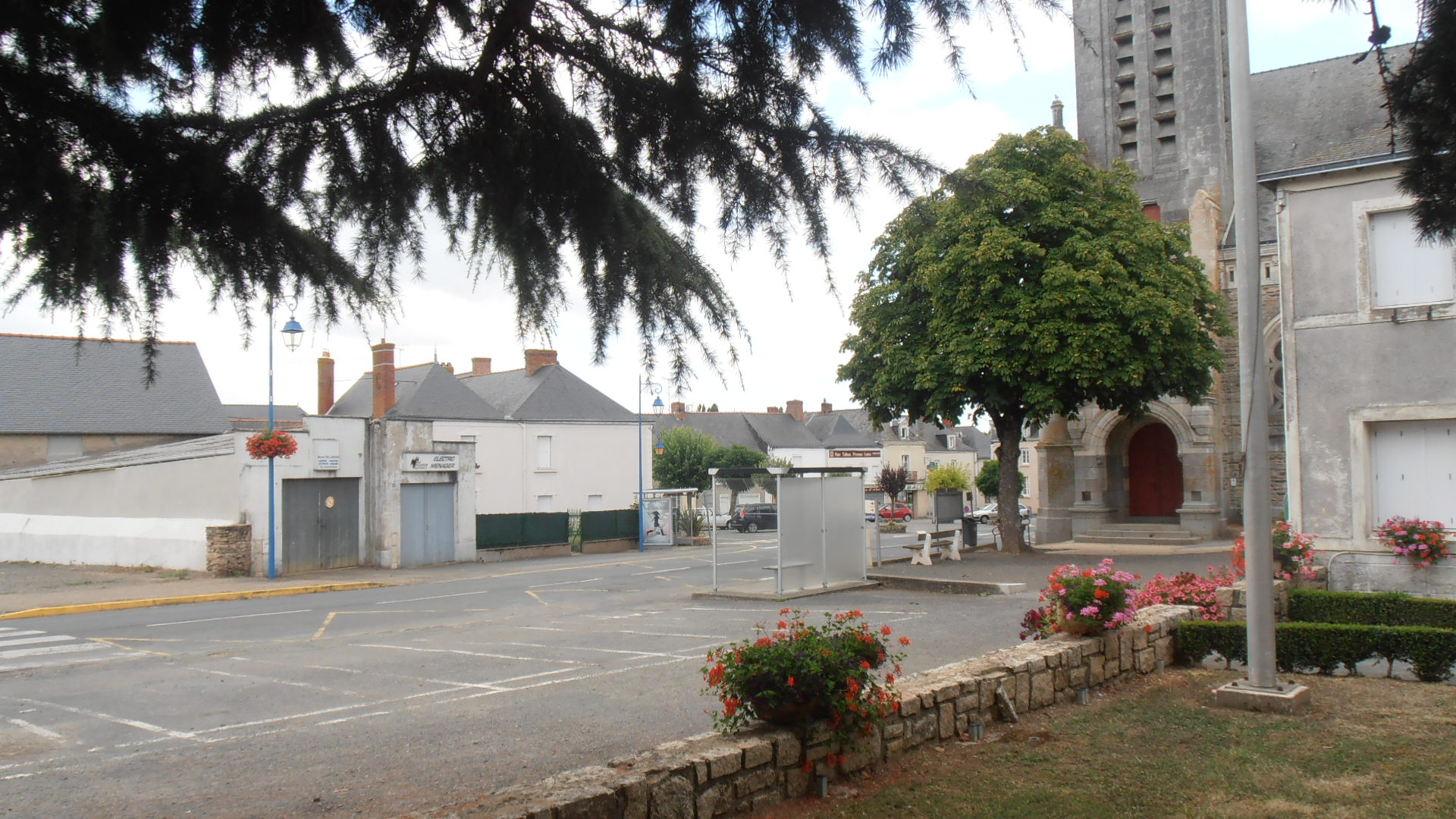
La place de l'église, vue depuis la mairie, avec commerces et aubettes

L'activité agricole reste importante dans la commune (44 exploitations, mais seulement 8 salariés en 2012), bien qu'elle figure parmi les sites où la campagne révèle des signes d'urbanisation. La seule entreprise (hors administration) dépassant les vingt salariés à Belligné est spécialisée dans la formulation et la granulation du PVC.

## Culture locale et patrimoine

### Lieux et monuments

#### Château de la Galerie
Sur l'emplacement du château de la Galerie se trouvait la résidence du sieur Des Mesliers, maire de Belligné lors de la Révolution. Elle fut incendiée en 1793 lors de l'assassinat par la population du sieur du Mesliers qui soutenait les idées républicaines.
Le château actuel a été construit au XIXe siècle et passa entre les mains de plusieurs propriétaires ; il fut acheté en 1888 par Lucien Mangini qui le réaménagea de fond en comble selon ses propres plans.
Mangini fit dessiner et planter un parc magnifique par Louis Gay, ingénieur horticole, qui veilla sur la propriété de la mort de Mangini en 1900, jusqu'à l'achat de celle-ci par Auguste François, en 1910. Sa famille revendit le château et son parc en 1974. Le château appartient maintenant à la famille de Villepin,.

#### Ancienne Maison de Douane
Située à Lasseron, un hameau à la frontière de la Bretagne et de l'Anjou, la maison de Douane était entre le pays francs de gabelle, où l'impôt obligatoire sur le sel est nul, et le pays de grande gabelle, qui acquitte un impôt très fort. Cette maison date du XVIIIe siècle.

#### Église

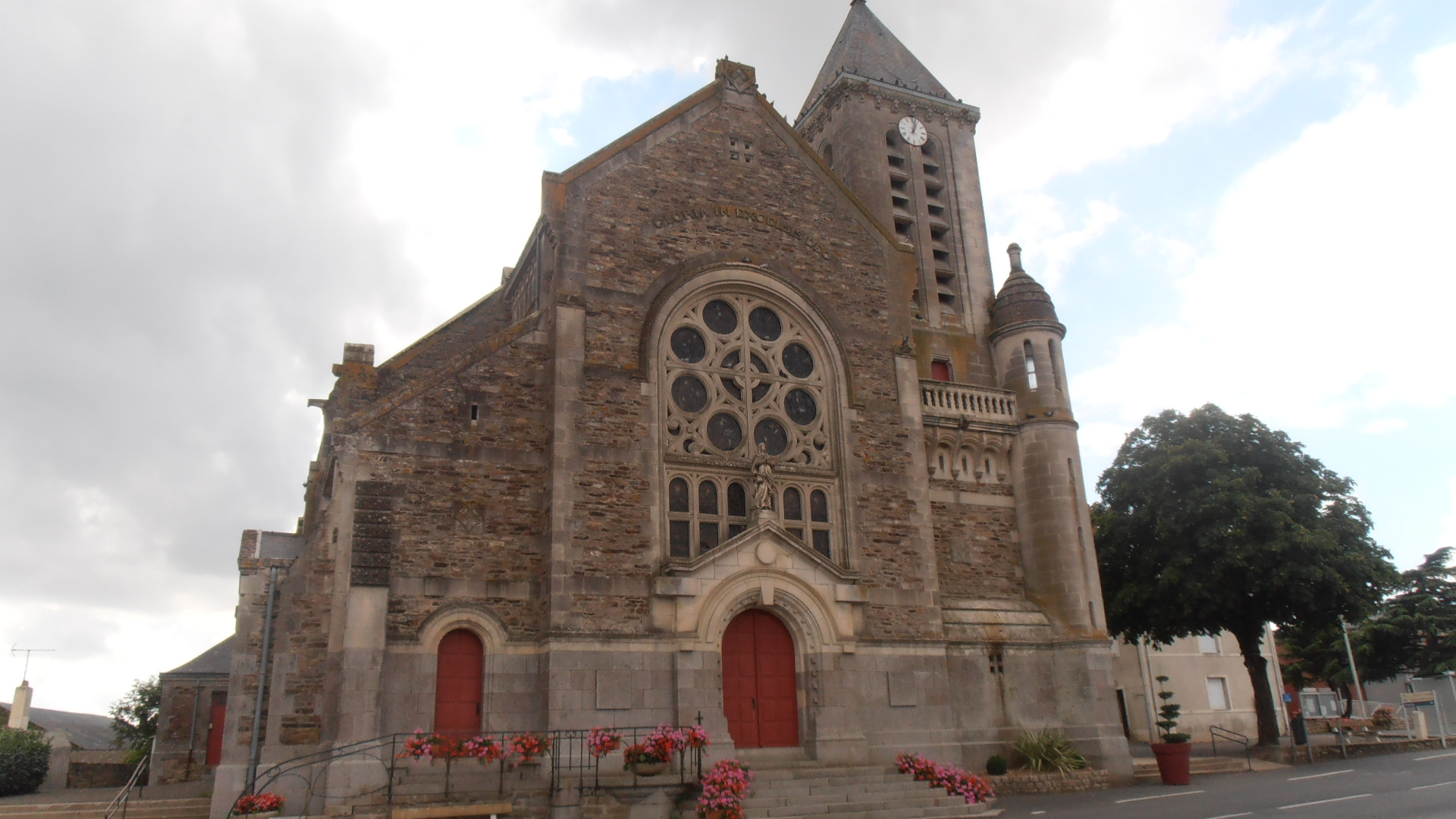
L'église Saint-Martin

L'église Saint-Martin, construite entre 1904 et 1907, est le troisième lieu de culte de la commune et fut financée aux trois quarts par le châtelain de la Galerie à l'époque, M. Mangini.

### Espaces naturels protégés
La commune n'a pas de zone protégée sur son territoire, mais deux zones ZNIEFF de type II, c'est-à-dire un grand ensemble naturel riche et peu modifié, offrant des potentialités biologiques importantes sont en limite de Belligné. Les deux sont au nord-est : 
- le bois des Charmeraies et l'étang de la Clemencière (ZNIEFF 520220037) sur la commune de la Cornuaille : c'est le boisement le plus important de cette partie du Segréen, constitué d'une chênaie-charmaie et de belles plantes vernales. L'étang a un intérêt local pour l'avifaune et les odonates. Il sert de refuge aux anatidés en période de chasse, puisque c'est le seul étang du secteur où la chasse est interdite[55] ;
- le bois de la Glanais et des Loges (ZNIEFF 520016240) principalement sur la commune du Loroux-Béconnais : on y trouve des chênes pédonculés et chênes sessiles dans des landes sèches évoluant vers des faciès à bouleau et charme. Les plantations de conifères occupent une partie du massif[56].

### Personnalités liées à la commune
- Auguste François (1857-1935), diplomate et photographe français, décédé et inhumé à Belligné où il vécut ses 25 dernières années[21].
- Louis Gay, horticulteur paysagiste français, mort en 1943 à 73 ans. Il a dessiné et planté le parc du château de la Galerie. En 1894, comme botaniste et photographe, il avait participé à l'expédition Chaffanjon et traversé ainsi à pieds toute l'Asie centrale. De retour à Belligné, il se marie, puis il se retire au Fresne-sur-Loire où il est inhumé[21].
- Jordan Veretout, footballeur professionnel du FC Nantes, champion du monde des moins de 20 ans, a grandi à Belligné et joué à l'US Belligné, son premier club.

### Héraldique
| Blason | Blasonnement : D'argent au chevron de gueules accompagné en chef de deux merlettes de sable et en pointe d'un mulon de sel d'hermine ; à la bordure tranchée : au premier, d'azur semé de fleurs de lys d'or à la filière de gueules, au second, d'hermine à la filière ondée d'azur. Commentaires : Blason des Meslier, brisé d'un mulon de sel car siégeait à Lasseron un tribunal appliquant la législation sur le sel en Bretagne, pays redîmé. Belligné est frontière entre Maine-et-Loire et Loire-Atlantique (ce que symbolise la bordure tranchée). L'hermine évoque le blasonnement d'hermine plain de la Bretagne, rappelant l'appartenance passée de la ville au duché de Bretagne. Blason conçu par l'héraldiste Michel Pressensé (délibération municipale en 1988). |